# Board and Care
Board and Care ist ein US-amerikanisches Kurzfilmdrama von 1979 von Ron Ellis, der auch das Drehbuch schrieb und den Film zusammen mit Sarah Pillsbury produzierte. Bei den 52. Academy Awards 1980 wurde der Film mit einem Oscar in der Kategorie „Bester Kurzfilm“ (Live Action) ausgezeichnet.

## Inhalt
Als Ricky, ein Bauernjunge, und Lila, ein Mädchen, das wie Ricky am Down-Syndrom leidet, und in einem Heim für junge Menschen mit Behinderung lebt, sich begegnen, finden sie sofort Gefallen aneinander. Ein Gemeinschaftspicknick vertieft ihre Gefühle füreinander, sodass sie davon träumen, in einer Beziehung miteinander zu leben. Wohlmeinende Mitmenschen, die es nach eigener Auffassung gut mit ihnen meinen, hindern sie jedoch daran und auch die Umstände tragen dazu bei, dass es nicht dazu kommt.

## Produktions, Veröffentlichung
Produziert wurde der Film von Pyramid Mediafilms.
Im Oktober 1980 wurde er auf dem Chicago International Film Festival vorgestellt.

## Kritik
Die DVD-Hülle zum Film enthält eine redaktionelle Rezension, in der von einer „sensiblen Kurzgeschichte“ die Rede ist, in der Richard Goss und Laura Jean Ellis rührend eine überzeugende Leistung lieferten, die durch eine sensibel gelenkte Kamera verstärkt werde, wodurch eine zärtliche Aussage über geistig Behinderte vermittelt werde. Die zwei Down-Syndrom-Stars des Films gäben der Geschichte eine ergreifende Relevanz, die keine professionellen Schauspieler erreichen könnten. Weiter heißt es, mit dem Medium der dramatischen Fiktion werfe der Film wichtige Fragen auf hinsichtlich der Rechte von geistig behinderten Individuen, ihrem Bedürfnis nach emotionalen und romantischen Beziehungen und ihrer Rolle in unserer Gesellschaft.

## Auszeichnungen
- Oscarverleihung 1980: Oscar für die Produzenten Sarah Pillsbury und Ron Ellis für Board and Care
- Huesca Film Festival 1980: Golden Danzante für Ron Ellis und seinen Film